# Percevejo-quebra-pedra
O Percevejo-quebra-pedra (Sphictyrtus chrysis) é uma espécie dos Percevejos-Pés-de-Folha, da família Coreidae. Uma de suas plantas hospedeiras são as do gênero Phyllanthus conhecidas como Quebra-pedra. O adulto mede cerca de 15-16 mm de comprimento, possui cabeça avermelhada e olhos pretos interligados por uma faixa preta na extremidade posterior da cabeça. 
É uma espécie nativa da América do Sul e pode ser encontrada no Brasil, Argentina, Paraguai e Uruguai .